# Nagroda Williama L. Crawforda
Nagroda Williama L. Crawforda (The IAFA William L. Crawford Fantasy Award) – nagroda literacka przyznawana pisarzom fantasy, których debiutancka powieść została wydana w ciągu ostatnich 18 miesięcy. Crawford Award została ustanowiona na cześć Williama L. Crawforda, wydawcy i redaktora, przez International Association for the Fantastic in the Arts (IAFA). Ceremonia rozdania odbywa się w marcu każdego roku w Fort Lauderdale, USA. Sponsorką wygranej jest Andre Norton.

## Laureaci
- 2025 – Jared Pechaček(inne języki), The West Passage
- 2024 – Vajra Chandrasekera(inne języki), The Saint of Bright Doors
- 2023 – Simon Jimenez, The Spear Cuts Through Water
- 2022 – Usman T. Malik(inne języki), Midnight Doorways: Fables from Pakistan
- 2021 – Nghi Vo(inne języki), The Empress of Salt and Fortune
- 2020 – Tamsyn Muir(inne języki), Gideon the Ninth
- 2019 – Rebecca F. Kuang Wojna makowa (The Poppy War)
- 2018 – Carmen Maria Machado, Her Body and Other Parties
- 2017 – Charlie Jane Anders, All the Birds in the Sky
- 2016 – Kai Ashante Wilson(inne języki), The Sorcerer of the Wildeeps
- 2015 – Stephanie Feldman, The Angel of Losses oraz Zen Cho(inne języki), Spirits Abroad
- 2014 – Sofia Samatar, Cudzoziemiec w Olondrii (A Stranger in Olondria)[1]
- 2013 – Karin Tidbeck(inne języki), Jagannath: Stories[2]
- 2012 – Genevieve Valentine(inne języki), Mechanique: A Tale of the Circus Tresaulti[3]
- 2011 – Karen Lord(inne języki), Redemption in Indigo[4]
- 2010 – Jedediah Berry(inne języki), The Manual of Detection
- 2009 – Daryl Gregory, Pandemonium
- 2008 – Christopher Barzak(inne języki), One for Sorrow
- 2007 – Mary Rickert(inne języki), Map of Dreams
- 2006 – Joe Hill, Twentieth Century Ghosts
- 2005 – Steph Swainston(inne języki), The Year of Our War
- 2004 – K.J. Bishop, Akwaforta (The Etched City)
- 2003 – Alexander C. Irvine(inne języki), A Scattering of Jades
- 2002 – Jasper Fforde, Porwanie Jane E. (The Eyre Affair)
- 2001 – Kij Johnson, The Fox Woman
- 2000 – Anne Bishop, Trylogia Czarnych Kamieni (Black Jewels trilogy)
- 1999 – David B. Coe(inne języki), Lon Tobyn Chronicles
- 1998 – Chitra Bannerjee Divakaruni(inne języki), Mistress of Spices
- 1997 – Candas Jane Dorsey, Black Wine
- 1996 – Sharon Shinn, Archangel
- 1995 – Jonathan Lethem, Pistolet z pozytywką (Gun, With Occasional Music)
- 1994 – Judith Katz, Running Fiercely Toward a High Thin Sound
- 1993 – Susan Palwick(inne języki), Flying in Place
- 1992 – Greer Gilman(inne języki), Moonwise
- 1991 – Michael Scott Rohan, Zima świata (Winter of the World trilogy)
- 1990 – Jeanne Larsen(inne języki), The Silk Road
- 1989 – Michaela Roessner(inne języki), Walkabout Woman
- 1988 – Elizabeth Marshall Thomas(inne języki), Reindeer Moon
- 1987 – Judith Tarr, The Hound and the Falcon trilogy
- 1986 – Nancy Willard(inne języki), Things Invisible to See
- 1985 – Charles de Lint, Moonheart